# Американска планинска потапница
Американска планинска потапница (Aythya affinis) е вид птица от семейство Патицови (Anatidae).

## Разпространение и местообитание
Разпространен е в Американските Вирджински острови, Ангуила, Антигуа и Барбуда, Аруба, Барбадос, Бахамските острови, Белиз, Бермудските острови, Британските Вирджински острови, Венецуела, Гватемала, Доминика, Доминиканската република, Еквадор, Кайманови острови, Канада, Колумбия, Коста Рика, Куба, Кюрасао, Мартиника, Мексико, Монсерат, Никарагуа, Панама, Пуерто Рико, Салвадор, САЩ, Сейнт Винсент и Гренадини, Сейнт Китс и Невис, Сейнт Лусия, Суринам, Тринидад и Тобаго, Търкс и Кайкос, Хаити и Хондурас.